# 杜肯·玛斯木汗
杜肯·玛斯木汗（1963年4月20日—），哈萨克斯坦总统国务委员会委员、国立欧亚大学汉语教研室主任、语文学博士。

## 生平
1963年4月20日，出生于中国新疆维吾尔自治区特克斯县齐勒乌泽克乡阿克奇村。1969至1976年就读于阿克奇小学；1976至1978年由于家庭原因辍学，回家务农。1978至1980年就读于齐勒乌泽克乡初中；1980至1982年在特克斯县高中学习。1981年处女作在伊犁哈萨克自治州《伊犁少年报》上发表。1987年7月毕业于中央民族大学。1987年被分配到新疆社会科学院民族文学研究所工作。1989年加入中国少数民族作家学会。1992年加入新疆作家协会和新疆民间文艺家协会。1993年移居哈萨克斯坦。1994年8月加入哈萨克斯坦作家协会。1996年入籍哈萨克斯坦。曾将李白、杜甫、鲁迅、艾青、老舍、巴金、余光中、王蒙、张承志、赵丽华等诗人作家作品翻译为哈萨克语。